# Vithalsad trögfågel
För Notharchus macrorhynchos, se guyanatrögfågel
Vithalsad trögfågel (Notharchus hyperrhynchus) är en fågel i familjen trögfåglar inom ordningen jakamar- och trögfåglar.

## Utseende
Vithalsad trögfågel är en rätt knubbig fågel med slående fjäderdräkt: svartvit med ett brett svart band över bröstet. Näbben är kraftig och svart. 

## Utbredning och systematik
Vithalsad trögfågel delas upp i två underarter med följande utbredning:
- N. h. hyperrhynchus – från södra Mexiko (Oaxaca) till norra och nordvästra Venezuela och till Colombia, Ecuador, Peru, norra Bolivia och centrala Brasilien (söderut till Mato Grosso); även väster om Anderna söderut till västra Ecuador
- N. h. paraensis – nedre Amazonfloden öster om Rio Tapajós (Pará och Maranhão)

## Levnadssätt
Vithalsad trögfågel är en ovanlig fågel som hittas i fuktiga skogar i tropiska låglänta områden. Den ses vanligen enstaka eller i par, sittande tystlåtet i trädtaket, ofta på en exponerad gren. 

## Status och hot
Arten har ett stort utbredningsområde, men tros minska i antal, dock inte tillräckligt kraftigt för att den ska betraktas som hotad. Internationella naturvårdsunionen IUCN listar arten som livskraftig (LC). Beståndet uppskattas till i storleksordningen en halv miljon till fem miljoner vuxna individer.